# Тичино (кантон)
Тичѝно (на италиански: Ticino), наричан също Тесин (от немски: Tessin) е кантон в Южна Швейцария. Заедно със съседните части на кантона Гризон той образува Италианска Швейцария (Svizzera Italiana), частта от страната с предимно италианскиговорещо население. Столица е град Белинцона. Той е единственият кантон, където италианският е единственият официален език и представлява по-голямата част от италианскиговорещия регион на Швейцария, заедно с южните части на Гризоните. През 2006 година Тичино е с население от 324 900 души.

## Име
Името му идва от едноименния приток на река По, чиято етимология на латинското име Tīcīnus е неизвестна, но вероятно е с келтски произход.

## География
Площта на Тичино е 2812 km². Разположен e в южната част на Швейцария и граничи на запад, юг и югоизток с Италия. На север са кантоните Вале и Ури, а на северозапад – кантонът Граубюнден. Тичино огражда италианския анклав Кампионе д'Италия. Заедно с най-южните части на Граубюнден и за разлика от останалата част на Швейцария, Тичино се намира в басейна на река По, южно от главния вододел на Алпите.
Кантонът е разделен на две части от прохода Монте Ченери. Северната, по-планинска част, се нарича Сопраченери и включва двете големи долини над Лаго Маджоре – Тичино и Маджия. Южната част, Соточенери, е областта около Лугано.
Около 1/3 от площта на Тичино е заета от гори, а значителен дял имат и езерата Лаго Маджоре и езерото Лугано. Река Тичино е най-голямата в кантона. Тя тече от северозапад през долините Бедрето и Левентина и се влива в Лаго Маджоре при Локарно. Нейни основни притоци са Брено и Моеза. Средната част от течението на реката образува широка долина, известна като Ривиера. Западните части на Тичино влизат в басейна на река Маджия.

## Население
Населението на Тичино е около 320 000 души. Най-големите градове са Лугано, Локарно, Мендризио, Белинцона и Киасо.
Почти навскякъде писменият език е италиански, с изключение на община Боско, където преобладаващ е немският. Тичинезе, ломбардски диалект, все още се използва широко, но няма официален статут. Съществува известно количество популярна литература (стихотворения, комедии и други) на тичинезе, както и предавания по радиото и телевизията.
Населението на Тичино е предимно римокатолическо.

## История
През Средновековието районът на днешния кантон Тичино е управляван от херцозите на Милано. През XV век швейцарците в няколко поредни кампании завладяват долините по южните склонове на Алпите.
Кантонът Ури завладява долината Левентина през 1440 година, след като вече е владял някои от тези територии между 1403 година и 1422 година. През 1500 година обединените сили на Ури, Швиц и Нидвалден завладяват град Белинцона и долината Ривиера. Част от тази територия също е под властта на Ури между 1419 година и 1422 година. В третата кампания участват войски на цялата Швейцарска конфедерация, по това време включваща 12 кантона. През 1512 година са присъединени Локарно, долината Маджия, Лугано и Мендризио. Първоначално долината Левентина е част от кантона Ури, а останалата територия е управлявана съвместно от Дванадесетте кантона.
Територията на Тичино е последната област, присъединена към Швейцарската конфедерация. През 1798 година опит за анексиране от Цизалпинската република е отблъснат от доброволчески милиции в Лугано. Между 1798 и 1803 година, по време на Хелветската република, Белинцона и Лугано са центрове на самостоятелни кантони, но през 1803 година са обединени в Тичино, който става пълноправен член на Швейцарската конфедерация.
През 1830 година е приета конституцията на кантона, която оттогава претърпява множество изменения. До 1878 година, когато столицата на кантона е установена в Белинцона, трите най-големи града, Белинцона, Лугано и Локарно, се редуват като административен център.

## Управление
Парламентът на Тичино се нарича Голям съвет (Gran Consiglio) и има 90 члена. Той определя двама депутати в швейцарския Държавен съвет и осем в Националния съвет. Изпълнителен орган е петчленният Държавен съвет (Consiglio di Stato).
Към февруари 2006 година кантонът Тичино включва 195 общини (comuni), обединени в 38 подокръга (circoli), които от своя страна образуват 8 окръга (distretti):
- Мендризио
- Лугано
- Локарно
- Валемаджа
- Белинцона
- Ривиера
- Бленио
- Левентина

## Икономика
Най-важният сектор в икономиката на Тичино е финансовия сектор. Лугано е третият по големина финансво център в Швейцария след Цюрих и Женева. Най-голямата банка в Тичино и трета в Швейцария, след Обединената банка на Швейцария и Креди Сюис е Банка Свицера Италианa.
В кантона за основани международни централи на световноизвестни компании, като Хюго Бос, Бали, Дуферкo и т.н.
Също така голяма част от приходите на Тичино идват от туризъм поради изключително приятния климат. В Тичино е нормално да видите хора, които плуват в езерото Лугано на фона на палми и сняг по върховете.
Хълмистите склонове на Тичино се използват интензивно за производство на електричество с водноелектрически централи. За северните области е характерно говедовъдството, а за южните – лозарството и производството на вино. Други земеделски продукти са царевица, картофи, тютюн и зеленчуци.